# Гаск, Анна Розина де
Анна Рози́на де Гаск (нем. Anna Rosina de Gasc, урождённая Анна Розина Лисиевская, в первом браке Анна Розина Матьё; 10 июля 1713, Берлин — 26 марта 1783, Дрезден) — немецкая художница-портретистка польского происхождения. Придворная художница при Ангальт-Цербстском дворе, создательница портретов русской императрицы Екатерины II, в юности — принцессы Ангальт-Цербстской и её матери.

## Биография
Анна Розина родилась в Берлине в семье художника Георга Лисиевского, польского шляхтича, работавшего в Пруссии, и бывшего придворным живописцем прусского короля Фридриха Вильгельма I. Училась живописи Анна Розина начала у своего отца, который оказался талантливым учителем: из двух его дочерей, не только Анна Розина, но и Анна Доротея, в браке Тербуш, стали известными художницами. Художником стал и сын, Кристоф Лисиевский. Затем Анна Розина продолжила своё образование под руководством другого прусского придворного художника, Антуана Пэна.
В 1741 году Анна Розина вышла замуж за прусского придворного художника Давида Матьё (1697—1755) и стала мачехой его сына, художника Георга Матьё. После смерти Давида, она вышла замуж в 1760 году за Луи де Гаска, образованного дворянина, который был другом немецкого просветителя Готхольда Эфраима Лессинга. В этом браке родилось двое детей.
В 1757 году Розина получила звание придворной художницы при дворе немецкого владетеля Фридриха Августа Ангальт-Цербстского, брата Екатерины II. За десять лет своего пребывания при Ангальт-Цербстском дворе она исполнила, по меньшей мере, 40 женских портретов. Она также исполнила парный портрет юных Екатерины II и Петра III, который сегодня хранится в Стокгольме. Позже Анна Розина переехала в Брауншвейг, где её щедрой покровительницей стала княгиня Филиппина Шарлотта Брауншвейг-Вольфенбюттельская, сестра Фридриха II и мать военачальника Карла Вильгельма, герцога Брауншвейгского.
Работы Анны Розины де Гаск хранятся в коллекциях нескольких музеев по всему миру, включая Музей истории искусств в Вене, Музей искусств Мичиганского университета и Национальный музей в Варшаве. В Екатеринбургском музее изобразительных искусств хранится одна из лучших работ Анны Росины де Гаск — «Портрет неизвестной за чаем».
Анна Розина де Гаск скончалась в Дрездене, столице Саксонии, в 1783 году.

## Признание
- 1757: Придворный живописец в Ангальт-Цербсте.
- 1769: Почетный член Дрезденской академии изящных искусств (Саксония).
- 1777: Придворный живописец княжества Брауншвейг-Вольфенбюттель.

## Галерея

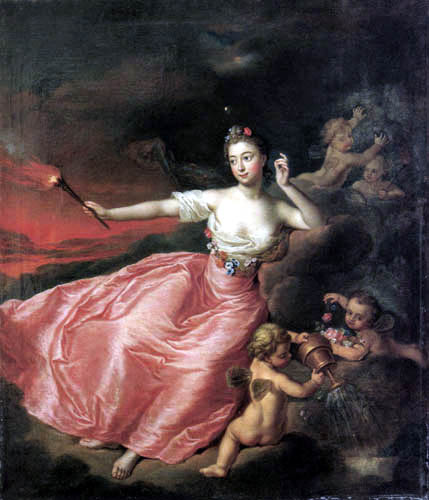
Неизвестная в виде богини Авроры. 1761, Ассоциация городских музеев Берлина (нем.[нем.]).
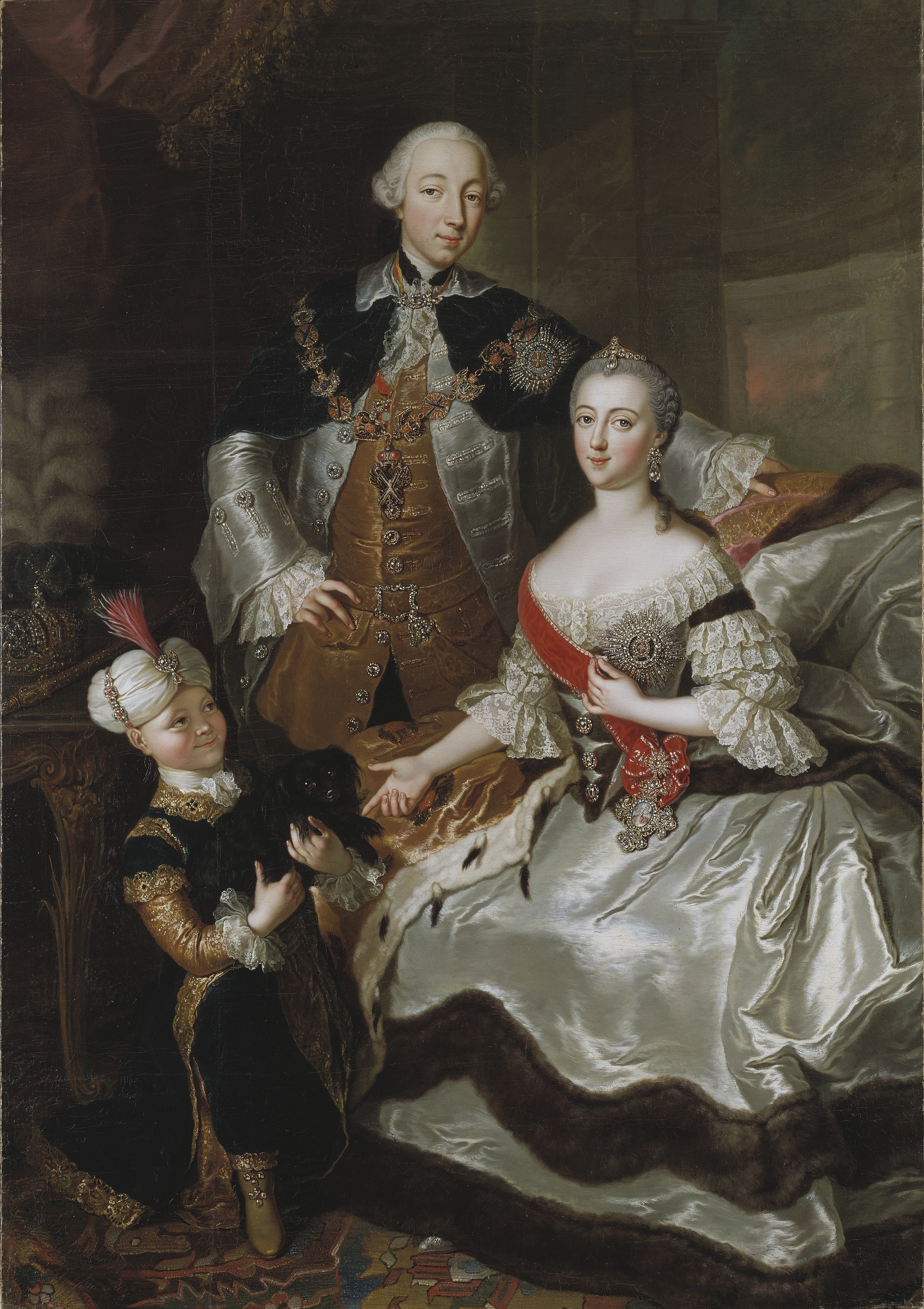
Великая княгиня Екатерина Алексеевна с супругом Петром III Фёдоровичем. 1756, Национальный музей Швеции, Стокгольм.
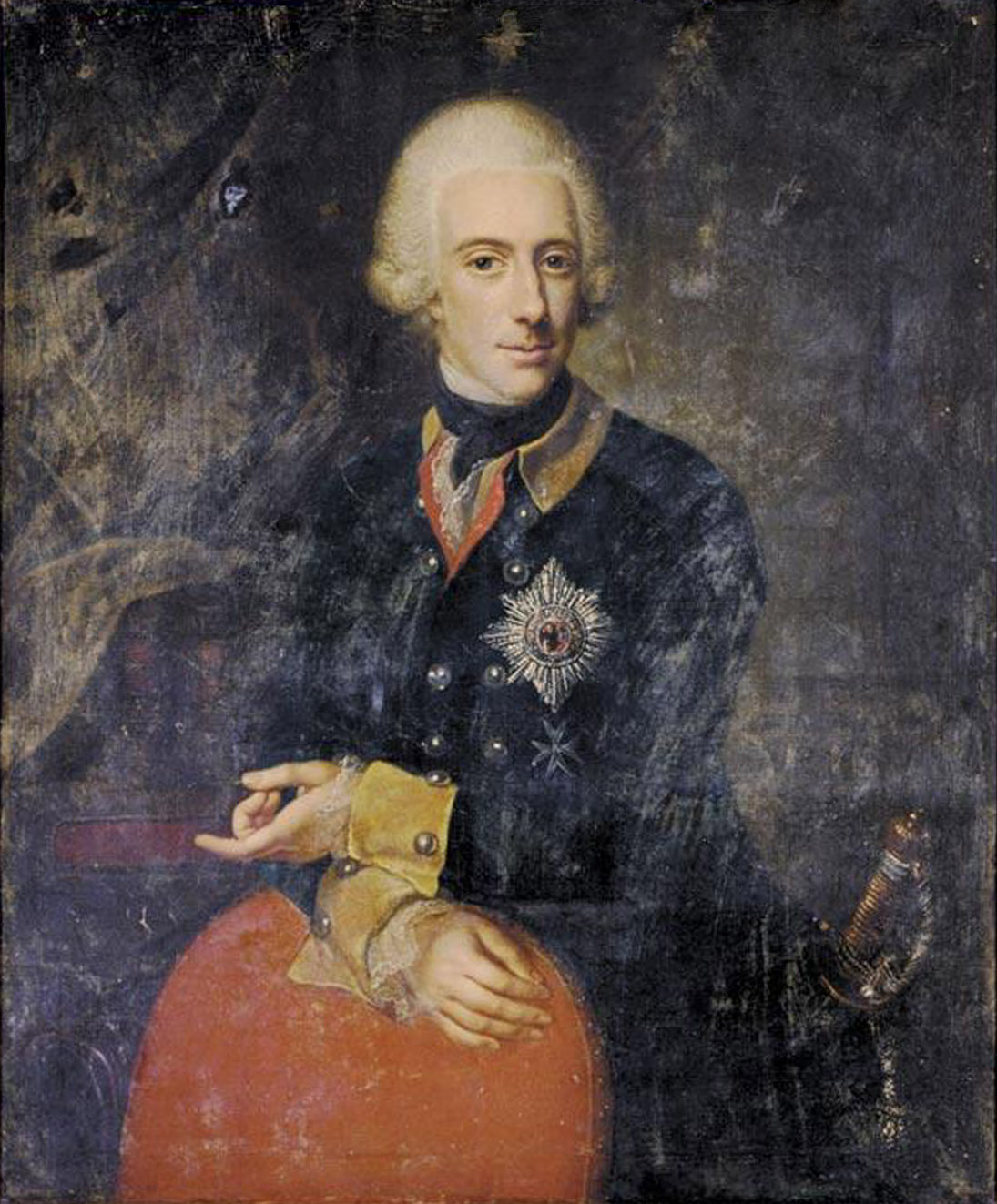
Вильгельм Адольф Брауншвейг-Вольфенбюттельский.
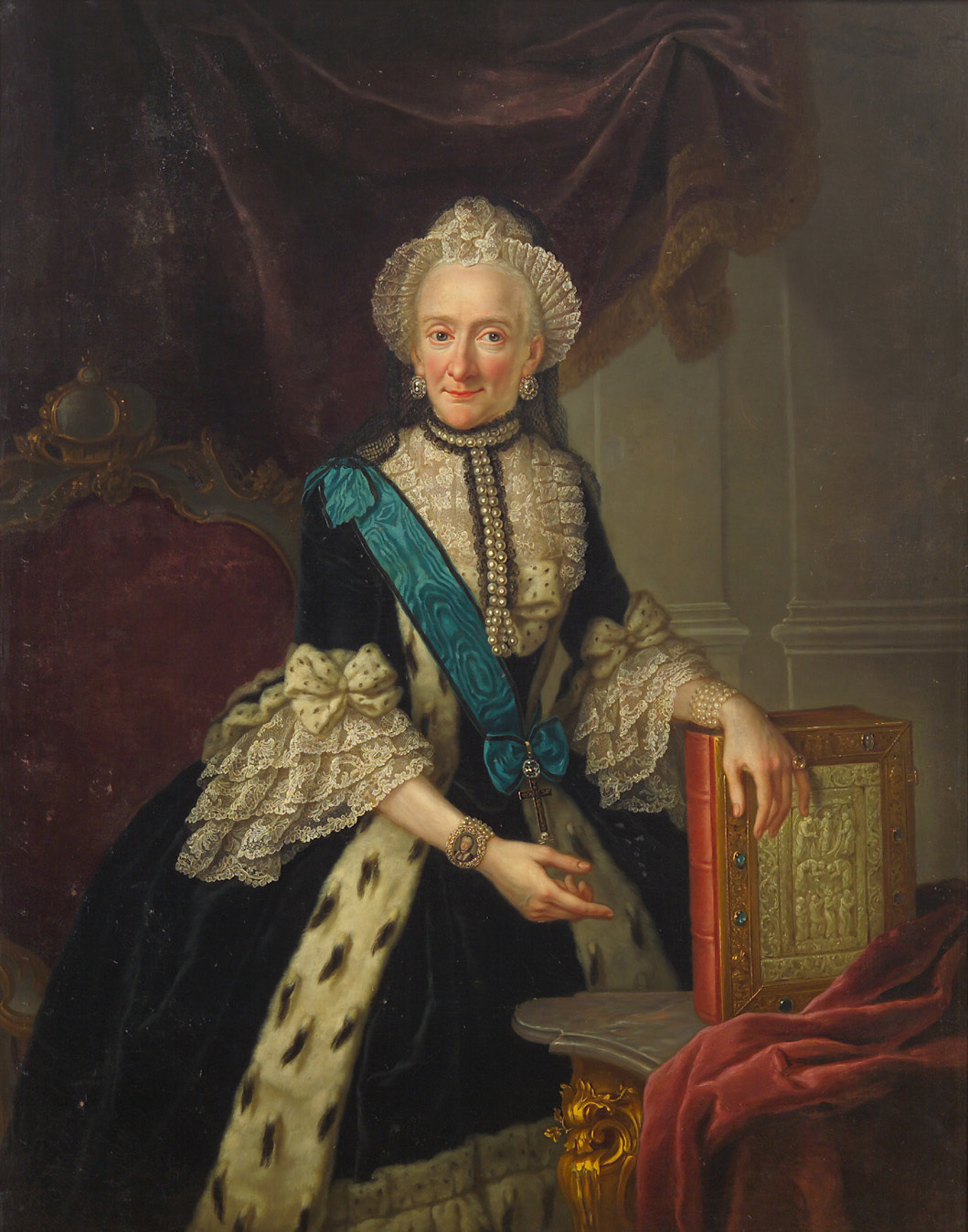
Тереза Брауншвейг-Вольфенбюттельская, принцесса-аббатиса Гандерсхаймского монастыря. 1773, Музей истории искусств, Вена.
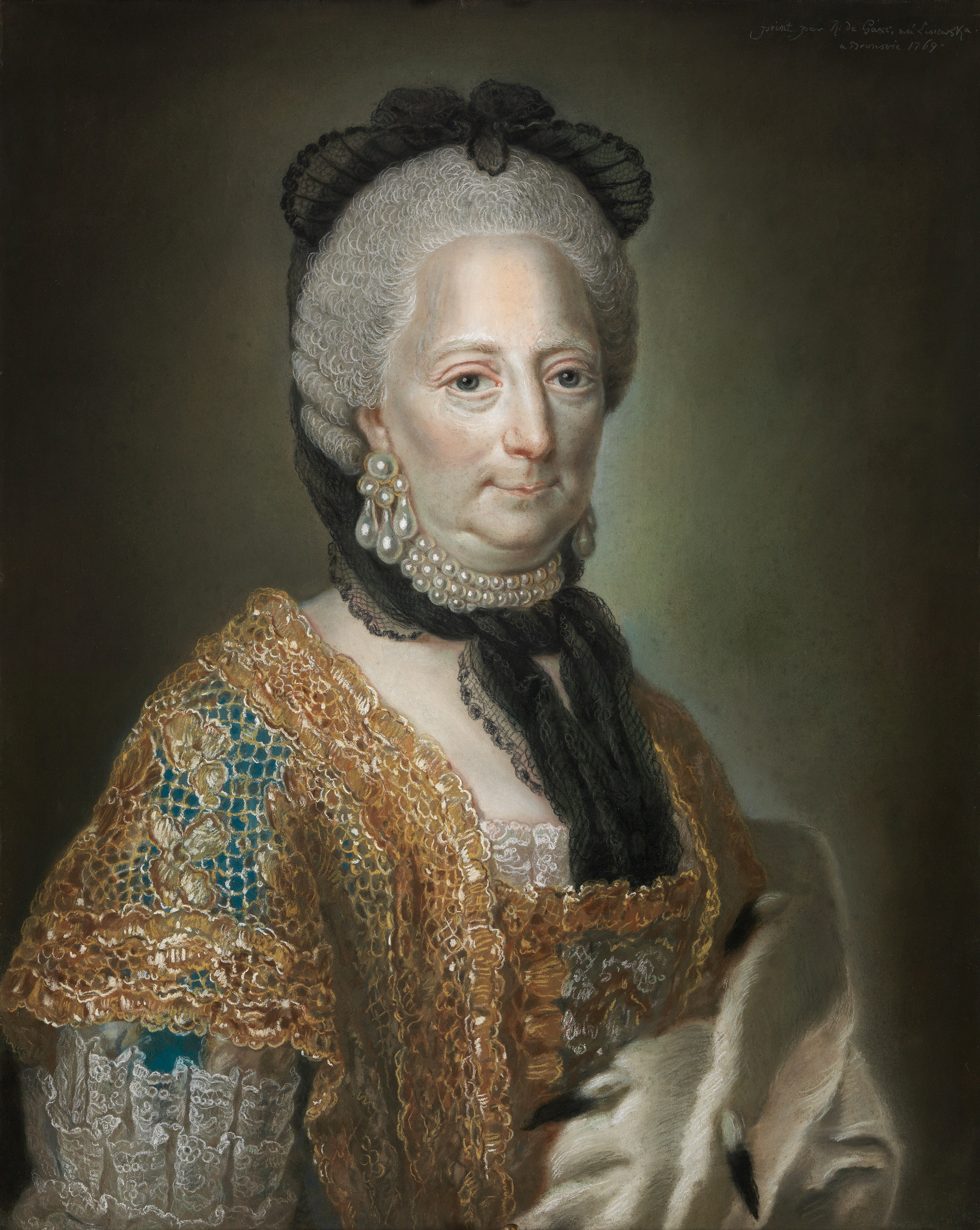
Филиппина Шарлотта Брауншвейг-Вольфенбюттельская. 1769, Музей герцога Антона Ульриха, Брауншвейг.
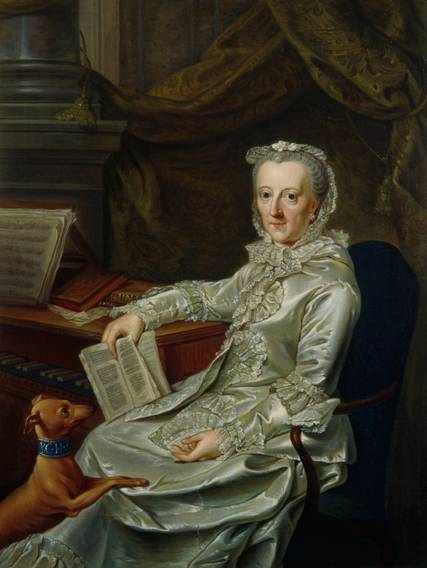
Филиппина Шарлотта Брауншвейг-Вольфенбюттельская с собачкой. Виттумский дворец (нем.[нем.]), Веймар.
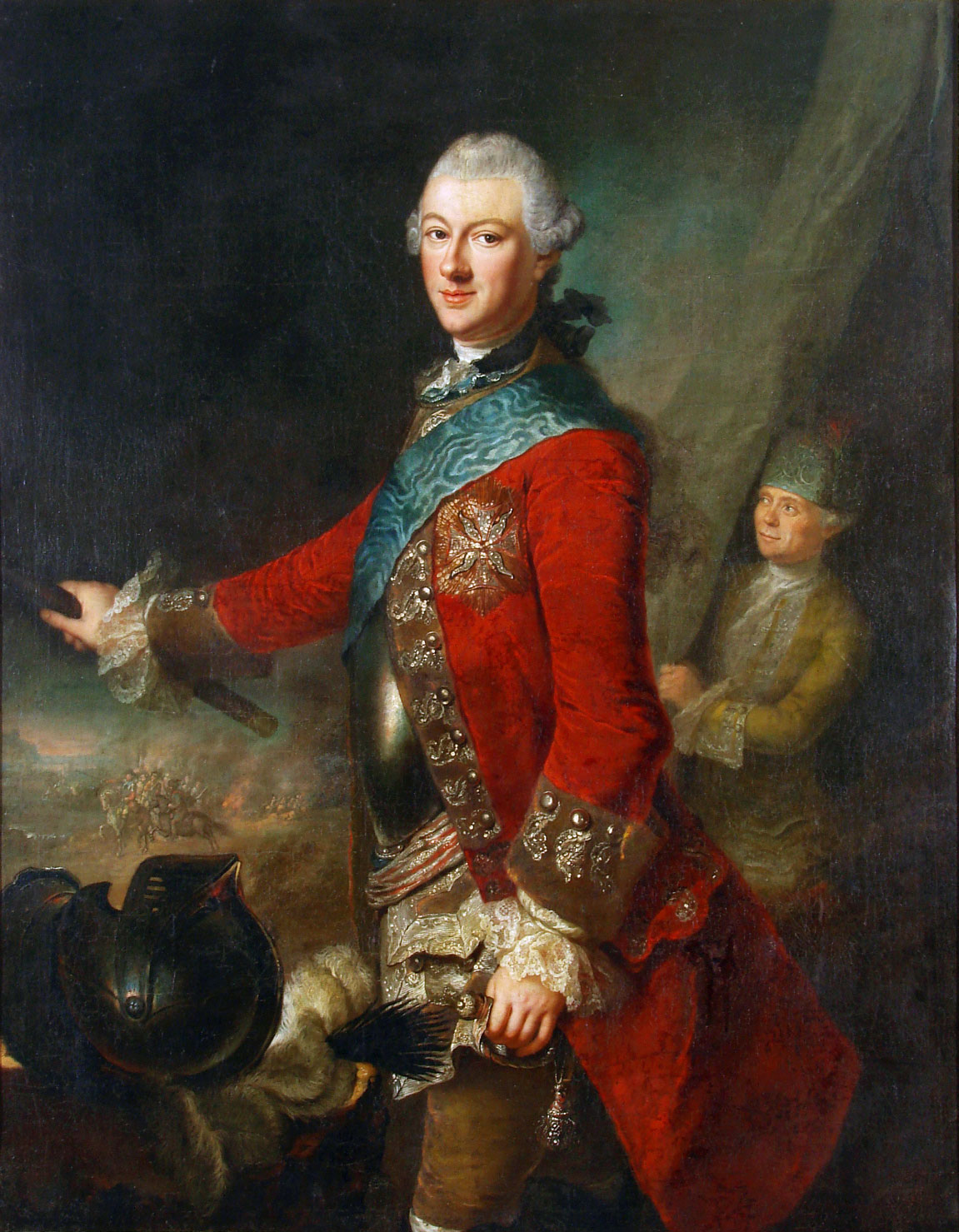
Портрет Михаила Казимира Огинского. 1755, Исторический музей, Санок, Польша.
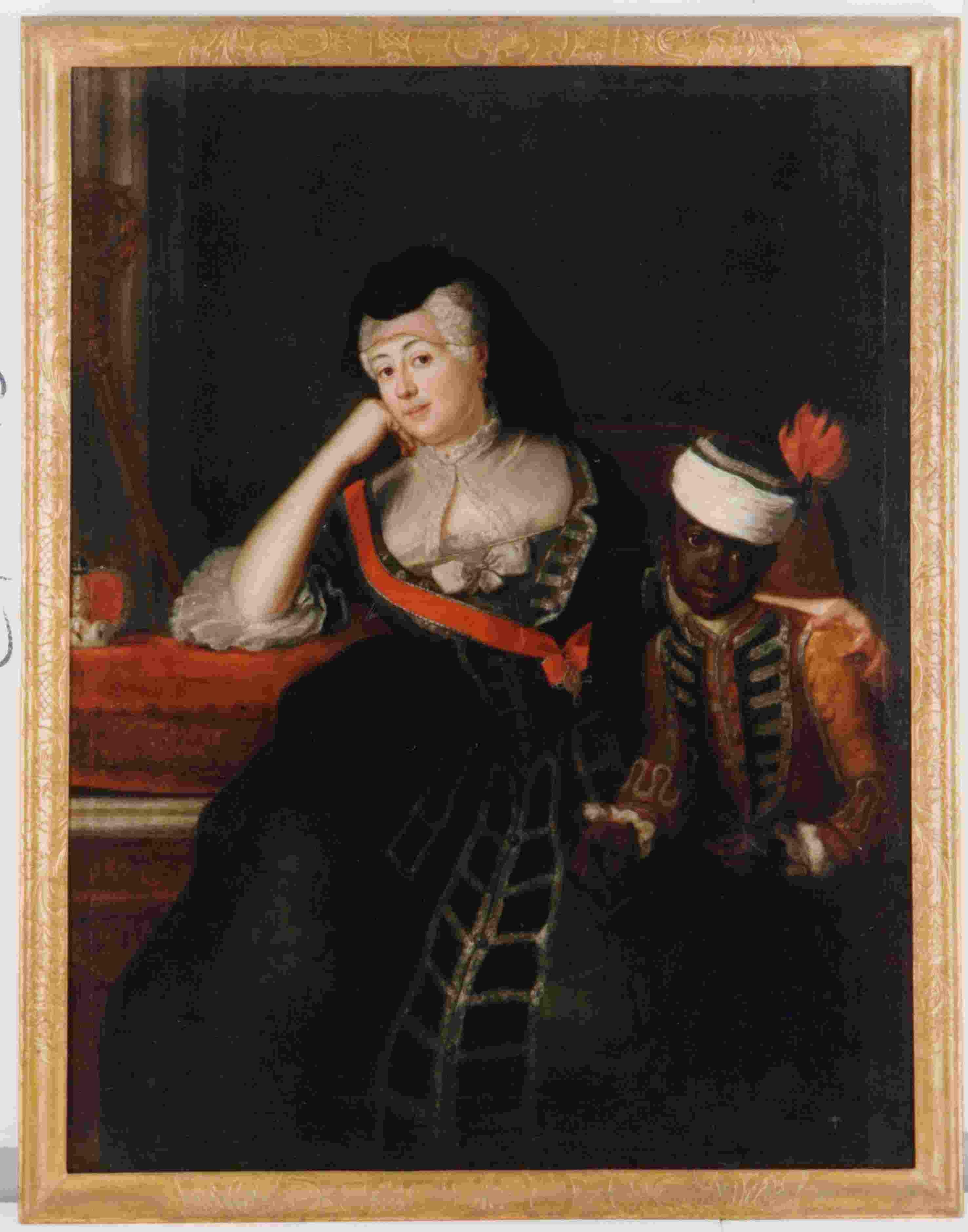
Иоганна Шарлотта Ангальт-Дессауская, принцесса-аббатиса Херфордского монастыря с арапчонком. Городской архив Херфорда.
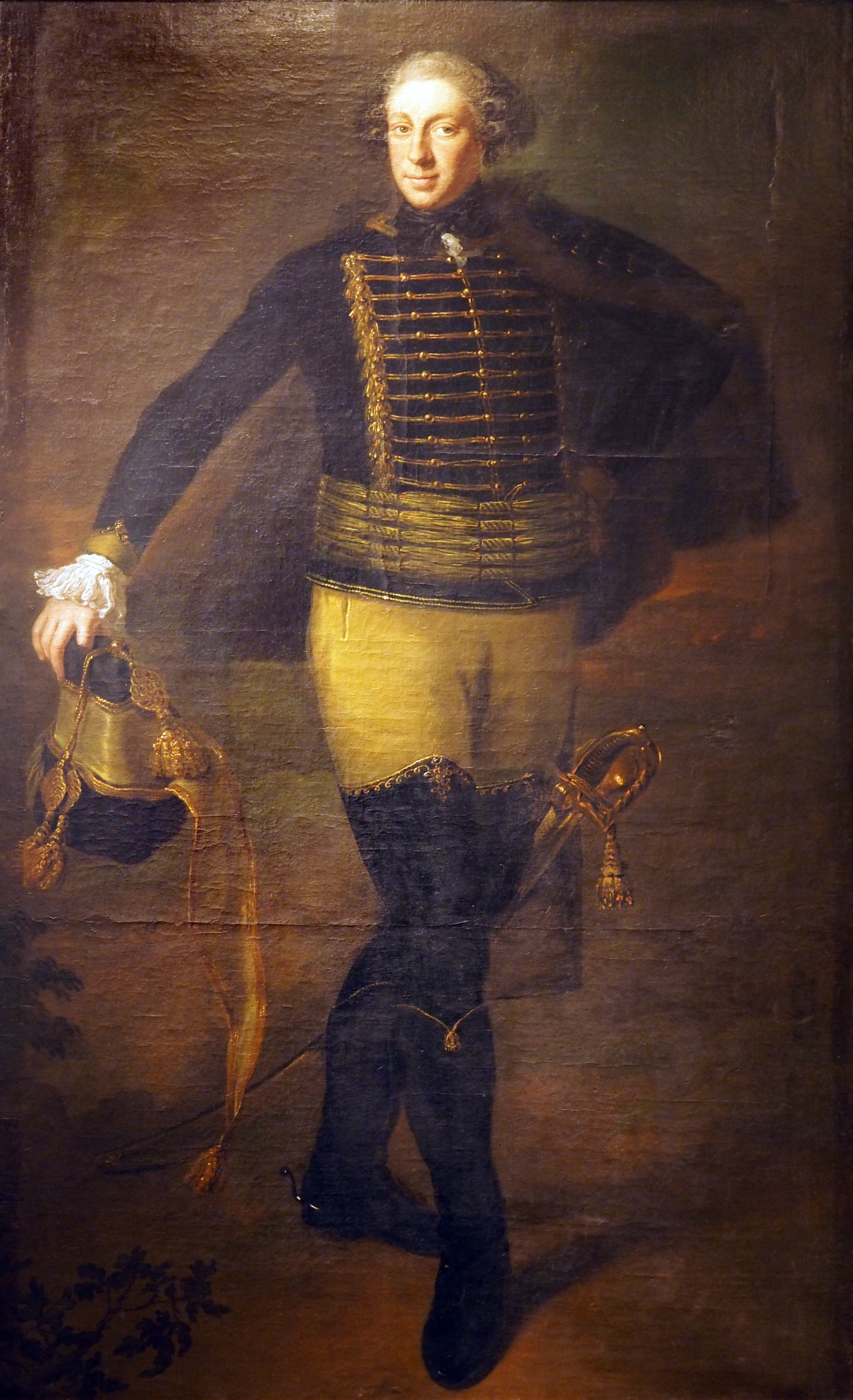
Малте Фридрих фон Питбус (нем.[нем.]). Около 1750, Музей в охотничьем замке Границ на острове Рюген.
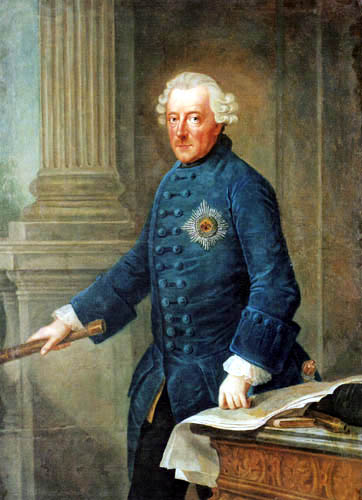
Фридрих II.
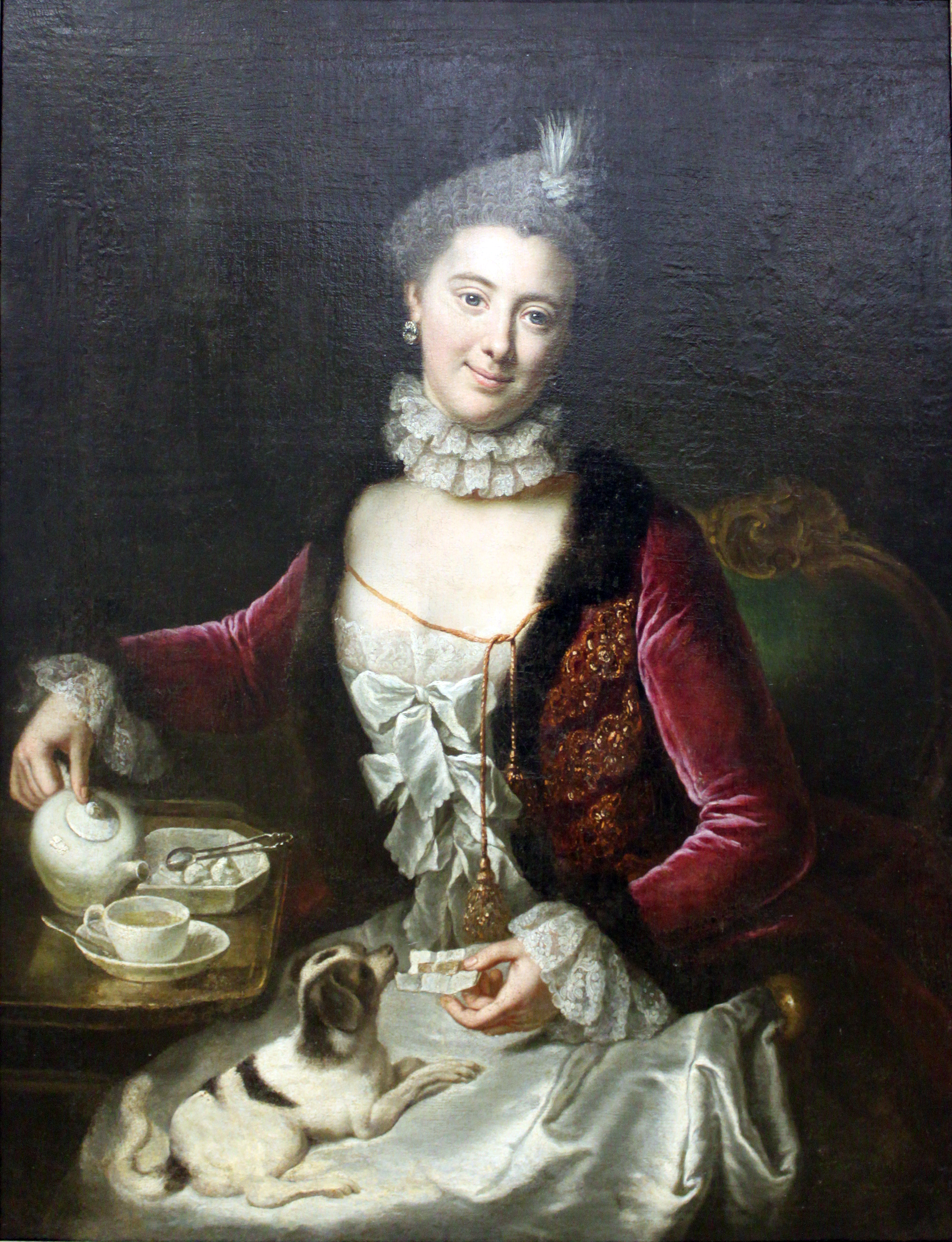
Неизвестная за чаем. 1761, Екатеринбургский музей изобразительных искусств.
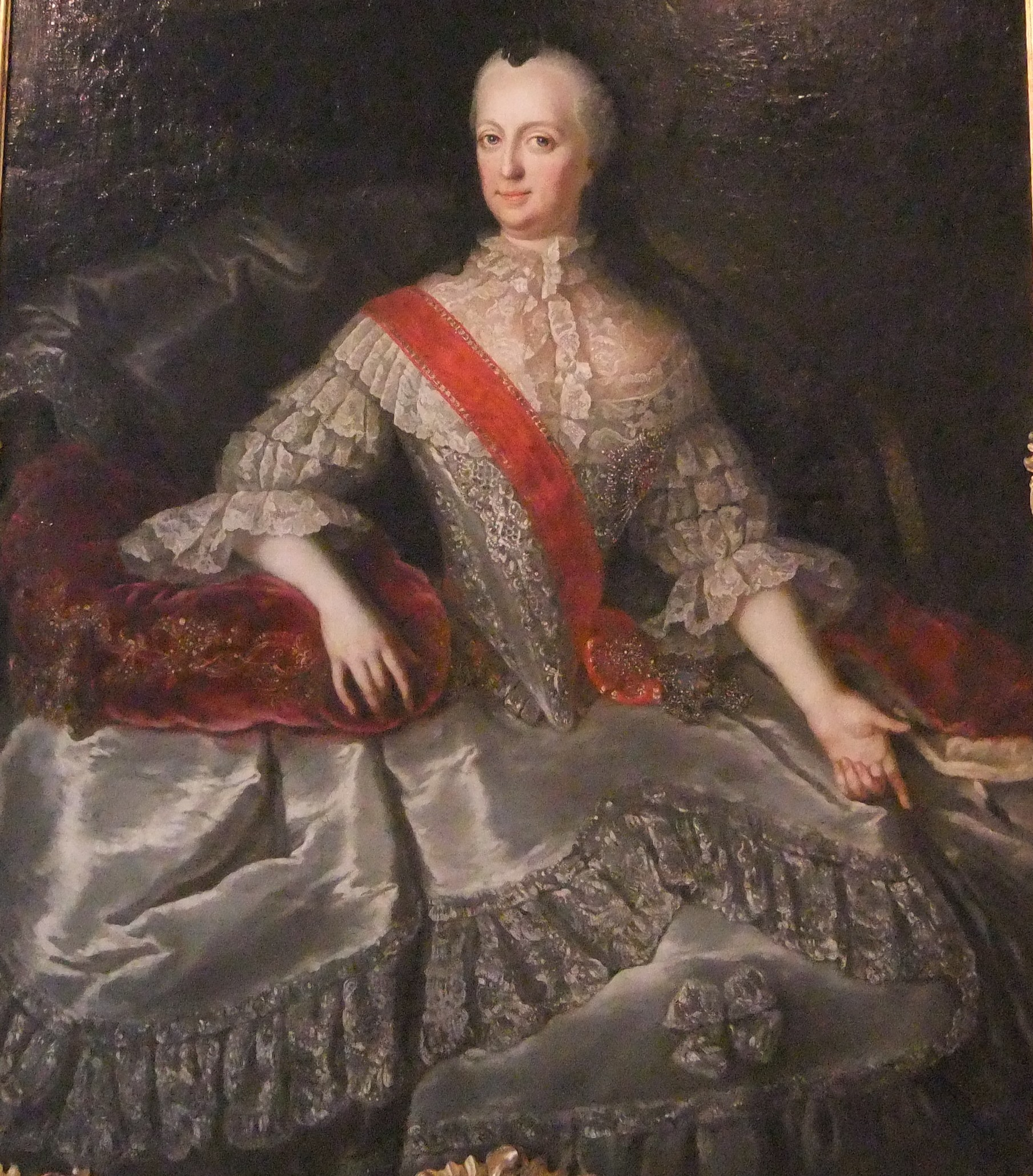
Иоганна Елизавета Гольштейн-Готторпская, мать Екатерины II. Не ранее 1744, музей замка Готторп.
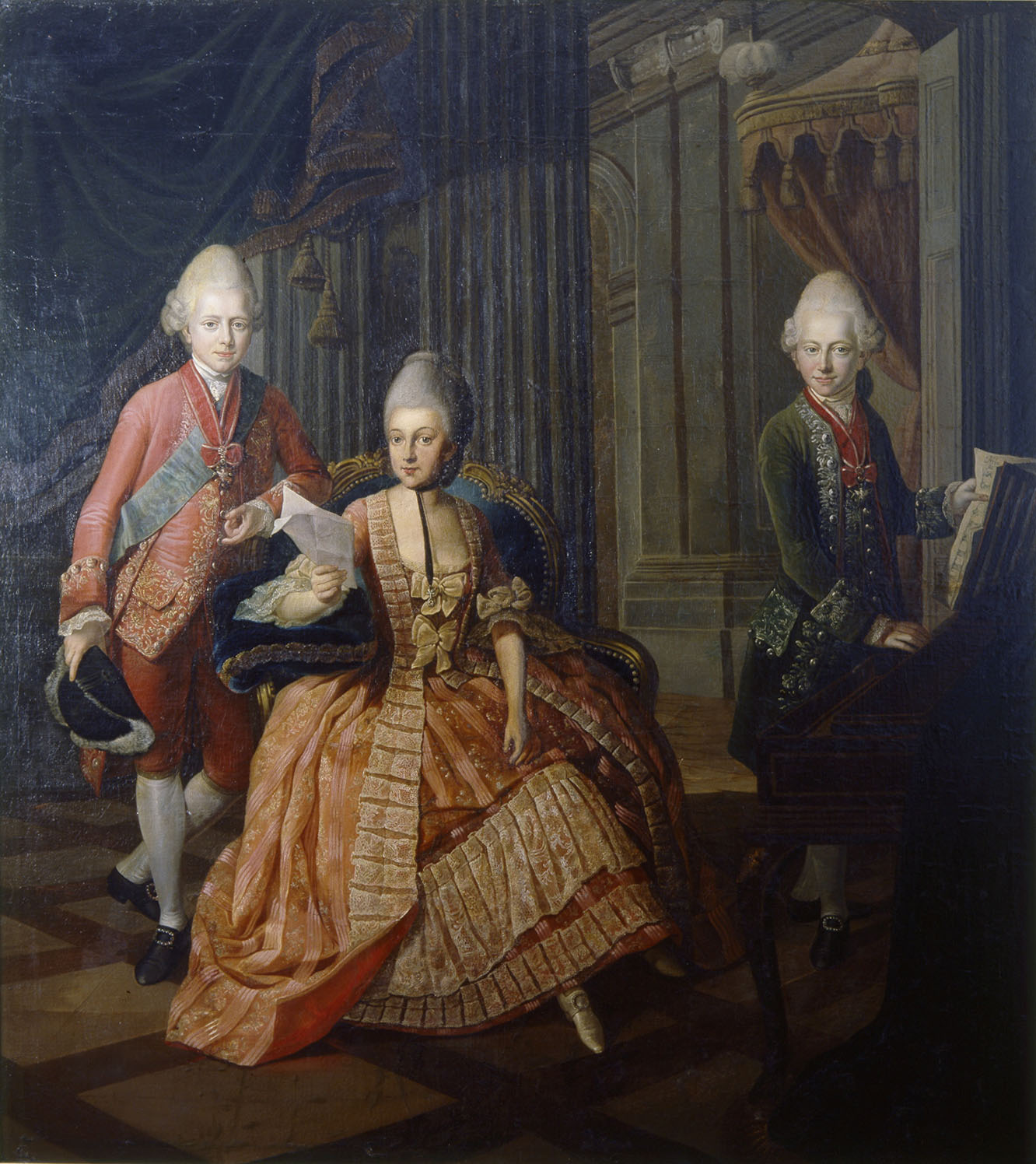
Анна Амалия Брауншвейгская с двумя сыновьями. Около 1773—1774, Фонд веймарского классицизма (нем.[нем.]).